# Rachispoda altimontana
Rachispoda altimontana är en tvåvingeart som beskrevs av Wheeler 1995. Rachispoda altimontana ingår i släktet Rachispoda och familjen hoppflugor.
Artens utbredningsområde är Ecuador. Inga underarter finns listade i Catalogue of Life.